# Academia de Arte de Nova Iorque
A Academia de Arte de Nova Iorque é uma escola de arte particular e sem fins lucrativos localizada em TriBeCa, Nova Iorque, conhecida por sua ênfase no estudo anatômico e de figuras. A academia oferece um Mestrado em Belas Artes de dois anos com foco em treinamento técnico e discurso crítico, além de um Certificado de Pós-Bacharelado em Belas Artes. A escola realiza anualmente dois eventos públicos: o TriBeCa Ball e o leilão de angariação de fundos Take Home a Nude, ambos conhecidos por atrair visitantes de alto nível.

## História

### Primeiros anos
No final da década de 1970, um grupo de artistas realistas de Nova Iorque, incluindo Jack Beal, Alfred Leslie, Rafael Soyer e Milet Andrejevic, reconheceu a necessidade de instrução artística fundamentada no ensino de habilidades tradicionais. A escola primária, então conhecida como New York Drawing Association, começou as aulas em 1980 em um espaço alugado no porão da Middle Collegiate Church, no Lower East Side, com o empresário e colecionador de arte de Nova Iorque Stuart Pivar, fornecendo suporte financeiro essencial.
De acordo com o escultor Barney Hodes, a escola inicial foi criada por meio de uma fusão em 1982 de duas escolas iniciadas em 1979: a Escola de Brooklyn da Vida, Desenho, Pintura e Escultura (formada por Hodes e Francis Cunningham) e a New York Drawing Association (criada de Stuart Pivar).

## Eventos públicos

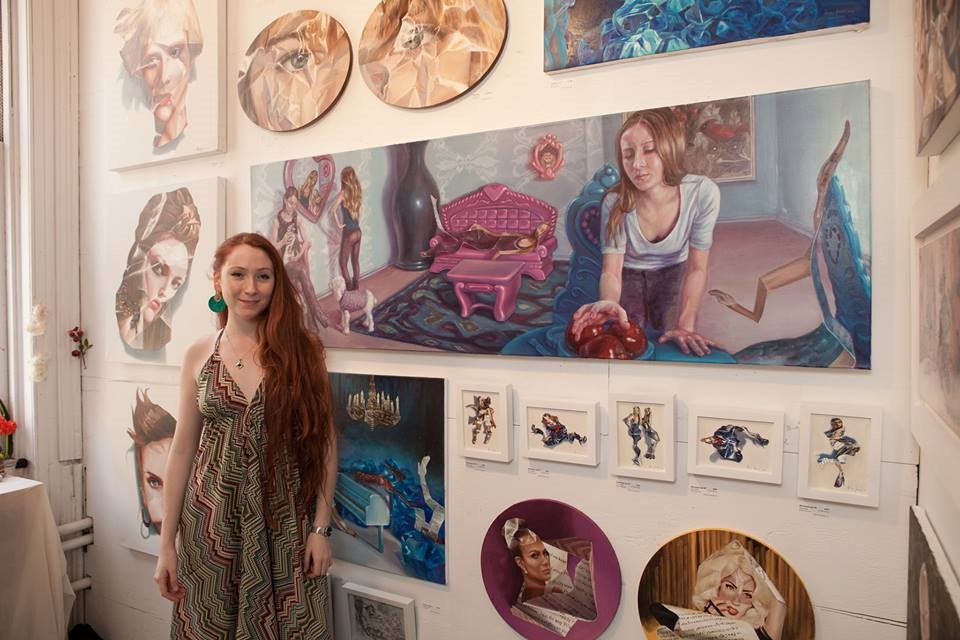
Alonsa Guevara em seu estúdio no Baile Tribeca, 2013

A academia realiza dois grandes eventos públicos anualmente, o Tribeca Ball e o Take Home a Auction Nude.
O primeiro Tribeca Ball foi realizado em 1994. O evento, realizado todos os anos no prédio da Franklin Street, é um importante evento de arrecadação de fundos para a escola e é conhecido por atrair participantes de alto nível. Os participantes podem visitar mais de cem estúdios de artistas e ver obras de arte durante uma hora de coquetel antes do evento principal do jantar no "hall do elenco" do primeiro andar. Em 2020, o Tribeca Ball anual, realizado na primavera, foi transferido para uma experiência virtual on-line devido à pandemia de COVID-19.

## Acadêmicos e reconhecimento
A Academia de Artes de Nova Iorque oferece um programa de dois anos de Mestrado em Belas Artes, com uma matrícula total de aproximadamente cem alunos. A academia também oferece aulas de educação continuada e um certificado de pós-bacharelado em Belas Artes.
A academia recebeu uma Carta Absoluta em 24 de junho de 1994 pelo Conselho de Regentes da Universidade de Nova Iorque. É institucionalmente credenciado pelo Conselho de Regentes e pelo Comissário da Educação, atuando como uma agência de acreditação reconhecida nacionalmente.
Em 2013, a academia foi credenciada pela Associação Nacional de Escolas de Arte e Design (NASAD). A escola foi credenciada pela Comissão de Ensino Superior dos Estados Médios (MSCHE) em 2016.

## Instalações

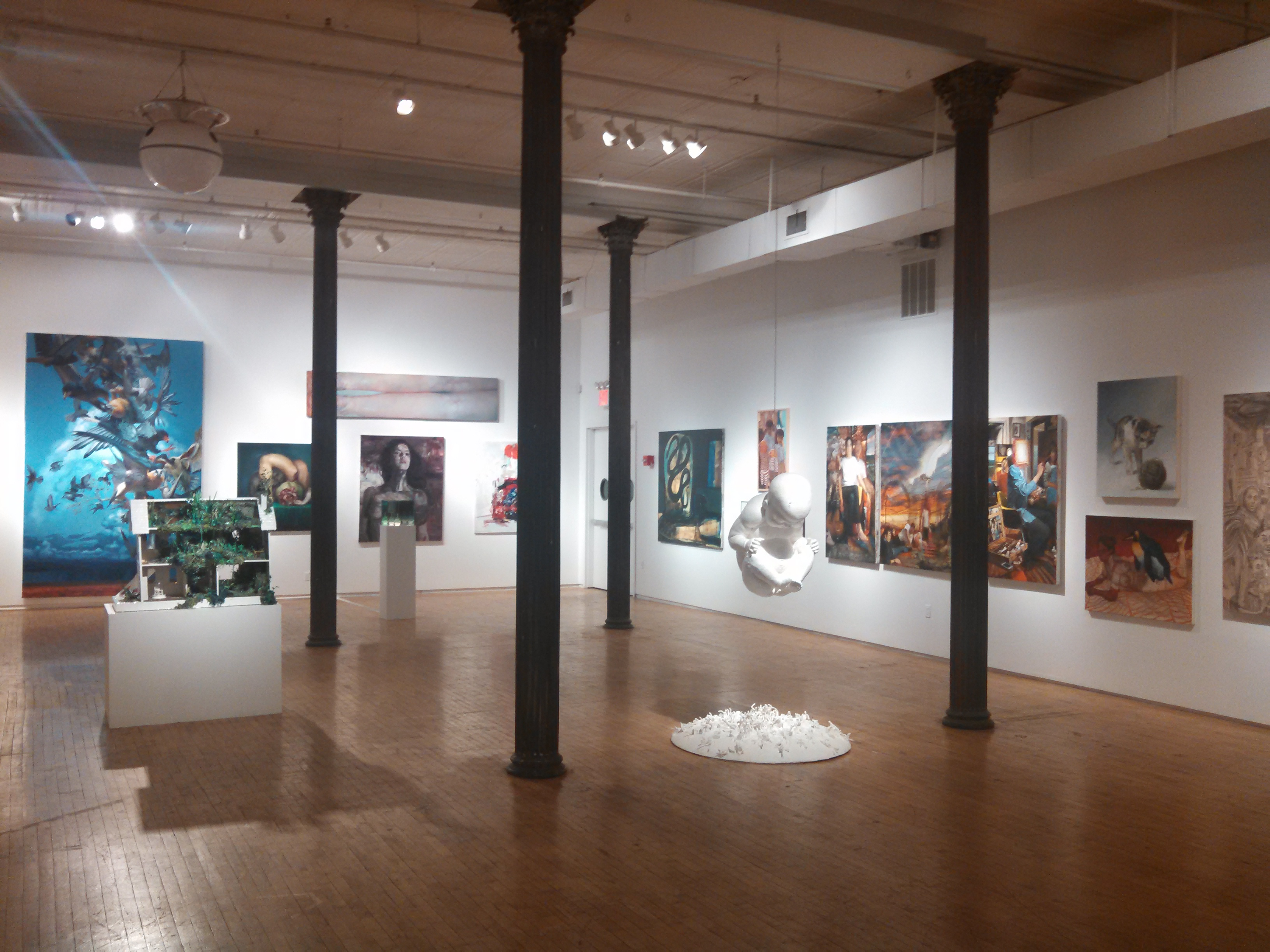
Academia de Arte de Nova Iorque, Galeria de TriBeCa em 2014

No total, a Academia abriga oito salas de aula do MFA, vários espaços para exposições, aproximadamente cem espaços de estúdio, uma biblioteca e arquivos, três salas de estudantes, uma oficina de carpintaria, um forno, um piso de escultura e instalações para gravura.

## Alunos notáveis
- Ali Banisadr (MFA 2007)
- Dina Brodsky (MFA 2006)
- Aleah Chapin (MFA 2012, bolsista 2013)
- Sean Delonas (MFA 1992)
- Stephanie Deshpande (MFA 1999)
- Maria Farmer (MFA 1995)
- Sabin Howard (MFA 1995)
- Dony MacManus (MFA 2001)
- Joseph Menna (MFA 1994)
- Alyssa Monks (MFA 2001)
- Graydon Parrish
- Richard T. Scott (MFA 2007)
- Levan Songulashvili (MFA 2017)
- Patricia Watwood